# 芳賀檀
芳賀 檀（はが まゆみ、1903年7月6日 - 1991年8月15日）は、日本の評論家、翻訳家、ドイツ文学者。

## 人物
1903年、東京府に生まれる。国文学者・芳賀矢一の子。
1916年に東京高等師範学校附属小学校（現・筑波大学附属小学校）、1921年に東京高等師範学校附属中学校（現・筑波大学附属中学校・高等学校）を卒業。附属中学の同級生には、美濃部亮吉（元東京都知事）、正田英三郎（日清製粉名誉会長）、岸本英夫（東京大学名誉教授）、諸井三郎（作曲家）などがいた。
その後、旧制第一高等学校を経て、1928年東京帝国大学文学部ドイツ文学科卒。ドイツに留学、エルンスト・ベルトラムに師事する。フライブルク大学ではオイゲン・フィンクとエトムント・フッサールに師事する。
帰国後、第三高等学校教授となり、保田與重郎、亀井勝一郎らの雑誌『日本浪曼派』『四季』の同人として活躍した。
この間、1933年にはナチス・ドイツの焚書活動に抗議するドイツ文化問題懇談会に参加し、ナチス・ドイツの現状について講演を行っている。
1937年には『古典の親衛隊』を刊行。独特の文体で、ドイツの唯美主義的感性を導入して、戦時下、ロマン主義的・民族主義的な文学理論を展開した。リルケの翻訳でも知られ、著書に『リルケ』『ニーチェ』『死の超克』などがある。
戦後は関西学院大学教授を務め、父矢一の顕彰に努めたり、『日本浪漫派』復興を唱えたりしつつ、日本ペンクラブの仕事に精を出していた。その後東洋大学、創価大学教授も務めた。

## エピソード
1955年、ウィーンで行われた国際ペンクラブの大会に北村喜八とともに日本代表として参加したが、芳賀の独断で1957年度の大会主催に日本が立候補することになり、実行するかで非常にもめたが、当時日本ペンクラブ会長だった川端康成の決断で実際に開催することになった。1957年、国際ペンクラブ大会の日本招致について批判され、雑誌で、自分が東大教授になれなかった憤懣をぶちまけた。その道化じみた様子は、高田里惠子の『文学部をめぐる病い』で揶揄されている。

## 家族・親族
- 父：芳賀矢一 - 国文学者
- 妻 : 湯原元一の次女
- 姉妹の夫：穂積真六郎、尾高朝雄

芳賀徹の父親と間違われることが多いが、関係ない。

## 著書
- 『古典の親衛隊』（冨山房） 1937年
- 『英雄の性格』（弘文堂） 1939年
- 『日本文化の方法』（日本文化中央聯盟） 1939年
- 『祝祭と法則』（人文書院） 1939年
- 『民族と友情』（実業之日本社） 1942年
- 『ドイツの戦時生活』（朝日新聞社） 1943年
- 『評論ゲーテ』（かに書房） 1947年
- 『R.M.リルケ』（若草書房） 1948年
- 『文学は何のために』（理想社） 1958年
- 『ニーチェ論』（理想社） 1963年
- 『アテネの悲歌』（五月書房） 1975年
- 『背徳者の花束 詩集』（五月書房） 1976年
- 『ヘルマン・ヘッセに捧げる讃歌 詩集』（五月書房） 1977年
- 『芳賀檀戯曲集』（近代文芸社） 1982
- 『千利休と秀吉 戯曲』（村松書館） 1984年
- 『死の超克』（ノーベル書房） 1987年

## 翻訳
- 『ゲーテ エッカーマンとの対話』（世界社） 1949年
- 『若きヴェルテルの悩み』（ゲーテ、創元社） 1949年
- 『愛について』（人文書院、キェルケゴオル選集9） 1948年、のち新潮文庫
- 『あれか、これか ある生命の断章』（人文書院、キェルケゴオル選集） 1949年
- 『リルケ』（アントン・キッペンベルク、人文書院） 1951年
- 『人生の星輝く時』（ステファン・ツワイク、三笠書房） 1952年、のち角川文庫
- 『ドイノの悲歌』（リルケ、創元社） 1953年
- 『音と言葉』（ヴィルヘルム・フルトヴェングラー、新潮社） 1957年、のち新潮文庫、改版 2004年
- 『マルテの手記』（リルケ、角川文庫） 1959年
- 『天才と恋』（ル・バンドウスキー、ノーベル書房） 1985年

### ハンス・カロッサ
- 『指導と信従、生の追憶の書』（建設社、カロッサ全集） 1937年
- 『幼年時代』（ハンス・カロッサ、新潮文庫） 1953年
- 『青春時代』（ハンス・カロッサ、新潮文庫） 1954年

### ヘルマン・ヘッセ
- 『郷愁』（ヘルマン・ヘッセ、人文書院） 1949年
- 『漂泊の人』（ヘルマン・ヘッセ、人文書院） 1950年、のち新潮文庫
- 『湖畔の家』（ヘルマン・ヘッセ、人文書院） 1950年
- 『荒野の狼』（ヘルマン・ヘッセ、人文書院） 1951年
- 『ジッタルタ』（ヘルマン・ヘッセ、人文書院） 1952年
- 『内面への道』（ヘルマン・ヘッセ、人文書院） 1952年
- 『青春時代』（ヘルマン・ヘッセ、人文書院） 1953年
- 『戦争と平和』（ヘルマン・ヘッセ、人文書院） 1953年